# YUKI concert tour 2010 "うれしくって抱きあうよ" 東京国際フォーラム ホールA
『YUKI concert tour 2010“うれしくって抱きあうよ”東京国際フォーラム ホールA』は、2011年4月6日にリリースされたYUKIのライブ・ビデオ。

## 概要
- 5thアルバム『うれしくって抱きあうよ』を引っ提げ、ソロ史上最大規模で行われた全国ツアー「YUKI concert tour 2010 “うれしくって抱きあうよ”」から、東京国際フォーラム・ホールAでの公演の模様をDVD、Blu-rayにパッケージ。楽曲はノーカットの完全収録である。
- シングル「ひみつ」と同日発売。「ひみつ」と同様、当初発売予定の2011年3月23日から東日本大震災の影響で2週間延期された[1]。

## 収録曲
1. Introduction“a silhouette ”
2. 朝が来る
3. ミス・イエスタデイ
4. WAGON
5. 歓びの種
6. うれしくって抱きあうよ
7. さようなら、おかえり
8. ハミングバード
9. プリズム
10. 同じ手
11. ユメミテイタイ
12. チャイニーズガール
13. 汽車に乗って
14. 無人駅のワルツ
15. 長い夢
16. 星屑サンセット
17. プレゼント
18. ランデヴー
19. COSMIC BOX
20. 夜が来る
21. アンコール
22. 2人のストーリー
23. 恋愛模様

## ツアー日程
| 開催日  | 会場                                 |
| ------- | ------------------------------------ |
| 7月3日  | 戸田市文化会館                       |
| 7月7日  | 神奈川県民ホール                     |
| 7月10日 | 広島厚生年金会館                     |
| 7月11日 | 広島厚生年金会館                     |
| 7月17日 | グランキューブ大阪                   |
| 7月18日 | グランキューブ大阪                   |
| 7月24日 | さっぽろ芸術文化の館                 |
| 7月25日 | さっぽろ芸術文化の館                 |
| 7月31日 | 本多の森ホール                       |
| 8月14日 | 福岡サンパレス                       |
| 8月15日 | 福岡サンパレス                       |
| 8月18日 | 神戸国際会館・こくさいホール         |
| 8月19日 | 神戸国際会館・こくさいホール         |
| 8月28日 | 名古屋国際会議場・センチュリーホール |
| 8月29日 | 名古屋国際会議場・センチュリーホール |
| 9月4日  | 仙台サンプラザホール                 |
| 9月5日  | 仙台サンプラザホール                 |
| 9月13日 | 東京国際フォーラム・ホールA          |
| 9月14日 | 東京国際フォーラム・ホールA          |
| 9月17日 | 東京国際フォーラム・ホールA          |
| 9月18日 | 東京国際フォーラム・ホールA          |
| 9月25日 | 沖縄コンベンションセンター           |
| 9月26日 | 沖縄コンベンションセンター           |